# Ovodda
Ovodda (sardinski: Ovòdda) je grad i općina (comune) u pokrajini Nuoru u regiji Sardiniji, Italija. Nalazi se na nadmorskoj visini od 751 metar i ima 1 602 stanovnika.
 Prostire se na 40,85 km². Gustoća naseljenosti je 39 st/km².
Susjedne općine su: Desulo, Fonni, Gavoi, Ollolai, Teti i Tiana.